# Pasteurella multocida
Pasteurella multocida je malá nepohyblivá bakterie, která je původcem onemocnění domácích i divoce žijících zvířat. Tyto nemoci se souhrnně označují jako pasteurelózy: Nejzávažnější z nich je cholera drůbeže, která patří mezi nebezpečné nákazy. Druhou v Česku významnou nákazou je pasteurelóza králíků. Pasteurella multocida se ale vyskytuje i jako komenzál na sliznicích dutiny ústní či horních cest dýchacích u klinicky zdravých zvířat a onemocnění způsobí při oslabení imunity v důsledku vnějších vlivů, případně je Pasteurella multocida sekundárním patogenem nebo součástí smíšených infekcí. Pasteurella multocida může způsobit i onemocnění člověka a to infekci měkkých tkání, případně i celkové septické onemocnění po kousnutí psem, kočkou či králíkem.

## Vzhled
Pasteurella multocida je drobný kokobacil až tyčinka, velikost mikrobiálních buněk je 0,3 - 0,5 x 1 - 1,5 μm. V zorném poli mikroskopu se nacházejí většinou jednotlivě. Může tvořit i různě dlouhá vlákna. Při barvení dle Grama se barví růžově, patří tedy mezi gramnegativní bakterie. Při barvení Giemsou nebo Leishmanovým barvivem často vynikne pro pasteurely typické bipolární zbarvení bakteriálních buněk, modře se obarví jen oba konce tyčinek, střed zůstane světlý. Takto se dá identifikovat zvláště v orgánových roztěrech barvených dle Giemsy, v hnisavých ložiscích a v hnisu ale může být pro přímou detekci bakteriálních buněk příliš málo. U opouzdřených kmenů je pouzdro prokazatelné metodou negativního barvení.

## Biologické vlastnosti
Pasteurella multocida je nepohyblivá, netvoří spory a je fakultativně anaerobní, roste za přítomnosti i nepřítomnosti kyslíku.
Její biochemické vlastnosti jsou značně podobné ostatním druhům z rodu Pasteurella a dále i rodům Actinobacillus, Bibersteinia a Avibacterium.
Produkuje enzymy oxidázu, katalázu i ornitin dekarboxylázu, zkvašuje glukózu bez tvorby plynu, dále zkvašuje také sacharózu i mannitol. Laktózu ani maltózu metabolizovat nedokáže. Při svém růstu tvoří indol a sirovodík. Nezkapalňuje želatinu a netvoří ureázu.Nezpůsobuje hemolýzu.
Pasteurella multocida tvoří tři fenotypově odlišné poddruhy, které se liší schopností zkvašovat další cukry, sorbitol a dulcitol.
Rozlišení jednotlivých poddruhů P. multocida
| Fermentovaný substrát | P. multocida multocida | P. multocida septica | P. multocida gallicida |
| --------------------- | ---------------------- | -------------------- | ---------------------- |
| Trehalóza             | variabilní             | +                    | -                      |
| D - xylóza            | variabilní             | +                    | +                      |
| L - arabinóza         | -                      | -                    | variabilní             |
| Sorbitol              | +                      | -                    | +                      |
| Dulcitol              | -                      | -                    | +                      |

Poddruh P. multocida multocida je významným patogenem domácích zvířat. P. multocida gallicida byla získána z ptáků a je možným původcem cholery drůbeže.

## Antigenní vlastnosti
S výjimkou R-fáze mají bakteriální buňky na svém povrchu termostabilní kapsulární K-antigen a O-antigen, které patří chemicky mezi lipopolysacharidy. Podle specifického typu K-antigenu se P. multicida dělí na pět séroskupin, A, B, D, E a F. a na 16 různých somatických sérotypů podle typu O-antigenu (ty jsou očíslované 1-16) Jednotlivé sérovary P. multocida se označují písmenem označující séroskupinu, následuje dvojtečka a číslo somatického sérotypu.
Některé sérovary jsou přímo spojené s určitým onemocněním a liší se od sebe i patogenitou k určitému hostiteli.
Sérovary P. multocida způsobující onemocnění jednotlivých druhů zvířat
| Hostitel   | Sérovar                                               | Onemocnění                                       |
| ---------- | ----------------------------------------------------- | ------------------------------------------------ |
| Skot       | B : 6                                                 | hemoragická septikémie skotu (Jihovýchodní Asie) |
| Skot       | E : 6                                                 | hemoragická septikémie skotu (Afrika)            |
| Skot       | A : 7                                                 | septikémie u telat, zánět mléčné žlázy, potrat   |
| Prase      | A : 1 ; A : 3 ; A : 5, D : 1 ; D : 2 ; D : 4 ; D : 10 | bronchopneumonie                                 |
| Ovce       | D : 1 ; D : 4                                         | pneumonie                                        |
| Myš        | A : 1                                                 | septikémie                                       |
| Králík     | A: 3 ; A : 12                                         | pasteurelóza králíků                             |
| Kur domácí | A : 5 ; A : 8                                         | cholera drůbeže                                  |
| Krůta      | A : 5 ; A : 9                                         | cholera drůbeže                                  |
| Kachna     | A : 5                                                 | cholera drůbeže                                  |

Sérotypizace se provádí použitím přímého či nepřímého hemaglutinizačního testu, který určí séroskupinu vyšetřovaného kmene, somatický sérotyp je odlišen metodou imunoprecipitace v gelu. Antigeny jednoho kmene však mohou reagovat s větším počtem monotypových sér, takže se zjišťují i sérotypy jako například A:3,4 či B:3,4, některé kmeny nemohou být touto metodou popsány vůbec. Některé další kmeny dávají při použití těchto imunochemických metod falešně negativní výsledky, zvláště ty, co nemají pouzdro.
Kapsulárních antigenů je navíc více, než jen K a O-antigen. Jednotlivé biovary odlišných fenotypových vlastností se proto označují také čísly: biovar 3 odpovídá staršímu označení biovaru A, biovar 1 je dřívější biovar B, biovar 2 je nové jméno biovaru C a biovar 10 označuje dřívější biovar D. Podle tohoto nového systému se u prasat vyskytují kapsulární biovary 1, 2, 3, 8, 12, 13 a 14.

## Faktory patogenity
Jako faktory patogenity či virulence se označují jakékoliv vlastnosti choroboplodného zárodku, které mu umožňují vyvolat onemocnění či které vedou ke klinickým příznakům u hostitele.
Hlavním faktorem patogenity P. multocida jsou samotné somatické antigeny bakterie, lipopolysacharidy, které se po rozpadu bakteriální buňky uvolňují do tkání hostitele a působí zde jako tzv. endotoxin. Přítomnost endotoxinu v krvi stimuluje uvolnění mediátorů zánětu, jako je interleukin-1. To způsobuje u hostitele horečku a slabost. Je-li endotoxinu uvolněno velké množství, jako se stane v případě bakteremie, celotělová zánětlivá reakce způsobí rozvinutí septického šoku a úhyn hostitele. Sepse způsobená endotoxinem je podstatou patogeneze pasteurelóz jako je hemoragická septikémie skotu, akutní cholera drůbežeči úhyny králíků po infekci virulentními kmeny pasteurel, které mohou klinickými příznaky připomínat mor králíků.

## Kultivace na mikrobiologických půdách
P. multocida roste na obyčejném, lépe na krevním agaru,při optimální teplotě kolem 37 °C a pH 7,2-7,8. Viditelné kolonie vytvoří za 24 - 48 hodin. V tekutých půdách obohacených peptonem, hydrolyzátem kaseinu nebo ptačím sérem naroste za 16-24 hodin s difuzním zákalem a následným viskózním sedimentem. Při kultivaci ze smíšených infekcí se používá selektivní medium obsahující antibiotikum klindamycin, které brání růstu jiných bakterií.
Pasteurely na pevných kultivačních půdách snadno disociují, takže se můžeme setkat s hladkou, mukózní i drsnou fází růstu P. multocida. Silně virulentní a opouzdřené bakterie izolované z akutních epizootií zpravidla rostou v S-fázi v podobě hladkých, lesklých, konvexních, charakteristicky nasládle zapáchajících a světlolomných kolonií velikosti 2–3 mm, s tendencí splývat. Sérotyp A tvoří větší, mukoidní kolonie, a to díky přítomností velkého pouzdra tvořeného kyselinou hyaluronovou. Kolonie sérotypu D mohou díky své světlolomnosti nabývat měňavých barev.
Ze sporadických případů chronické cholery lze vykultivovat kolonie plošší, menší (1–2 mm), namodralé barvy, nesvětlolomné a ohraničené. Takové izoláty jsou obvykle méně virulentní a neopouzdřené. Někdy vyrůstají pasteurely v podobě mukózních, vlhkých, velkých, šedých a splývajících kolonií - tato M-fáze je typická pro pasteurely kultivované z případů chronických bronchopneumonií a či o neopouzdřené avirulentní kmeny. Virulentní izoláty mohou během kultivací disociovat a růst v podobě namodralých, šedých i drsných kolonií. Rozdílné růstové formy mohou být do určité míry ovlivněny složením média; mají význam pro výběr imunogenních kmenů. V R-fázi rostou především starší kmeny po opakované pasáži na živných půdách.
P. multocida jen velmi neochotně roste na Endově agaru, roste na něm značně opožděně a kolonie mají průměr maximálně 0,3 mm. Výsledek kultivace může být také negativní. Na McConkeyově a Simmonsově citrátovém agaru neroste vůbec.

## Rozšíření
Vyskytuje se celosvětově, většinou jako komenzál na sliznicích bezpříznakových nosičů. Volně ve vodě může přežít i rok, dlouho přežívá také v organickém materiálu. Bakterie ničí sluneční světlo, při vysušení zanikají za 2-3 dny. Teploty nad 60 °C ničí pasteurely během několika minut. Za stejnou dobu je ničí běžné dezinfekční prostředky – formaldehyd, fenol, louh sodný i draselný, betapropiolakton nebo glutaraldehyd.

## Historie výzkumu
P. multocida byla objevena v souvislosti s nejzávažnější nákazou, kterou způsobuje, s cholerou drůbeže. Ta způsobila několik epizootií v Evropě v druhé polovině 20. století. V roce 1877 a 1878 profesor Edoardo Perroncito a Eduard Semmer pozorovali jednotlivě vyskytující se kokobacily v roztěrech tkání nemocné drůbeže. O rok později byla bakterie izolována Henri Toussaintem a ten také dokázal, že je tato příčinou cholery.
V roce 1880 izoloval bakterii také Louis Pasteur. Ten v sérii experimentů prokázal, že staré kultury pasážované na živných půdách nezpůsobují po inokulaci onemocnění drůbeže, ale navozují u zvířat imunitu proti infekci.
V roce 1883 dostala bakterie svoje první jméno, Micrococcus gallicidus, a pak mnoho dalších: Micrococcus cholerae gallinarum, Octopsis cholerae gallinarum, Bacillus cholerae gallinarum.
V roce 1885 ji izoloval Theodore Kitt z případů plicní pasteurelózy skotu (transportní horečka, shipping fever) a pojmenoval jí Bacterium bipolare multocidum.
V roce 1886 získaly známé izoláty z jednotlivých druhů zvířat samostatné jméno, jako například Bacterium avisepticum pro kmeny získané z případů cholery drůbeže a Bacillus bovisepticus pro kmeny z nemocného skotu. Rodové jméno Pasteurella, podle L. Pasteura, získaly bakterie až další rok. Nadále ale panovalo rozdělení podle hostitelů: P. boviseptica, P. aviseptica, P. muriseptica, P. suiseptica, P. lepiseptica. Až v roce 1929 byly tyto druhy spojeny do jediného, P. septica. Toto pojmenování ale ujalo jen ve Velké Británii. Bylo to až jméno Pasteurella multocida z roku 1939, které se začalo používat celosvětově a je dnes pojmenováním oficiálním pod kterým je organismus zapsaný v Bergey's Manual of Systematic Bacteriology.
Druhové jméno "multocida" pochází z latinských slov "multo", mnoho, a caedo, zabít.